# Felimida krohni
Felimida krohni is een slakkensoort uit de familie van de Chromodorididae. De wetenschappelijke naam van de soort is voor het eerst geldig gepubliceerd in 1846 door Vérany.